# Olga Wankiewicz
Olga Wankiewicz (* 15. Juni 2003 in Toruń) ist eine polnische Radsportlerin, die Rennen auf Bahn und Straße bestreitet.

## Sportlicher Werdegang
Olga Wankiewicz begann im Alter von etwa zehn Jahren mit dem Radsport. Im Jahr 2013 gründete der Radrennfahrer Michał Kwiatkowski in ihrer Heimatstadt Toruń eine Radsportakademie, der sie im Jahr darauf beitrat. 2019 startete sie beim Europäischen Olympischen Sommer-Jugendfestival.
2021 wurde Wankiewicz polnische Junioren-Meisterin im Straßenrennen. Im selben Jahr errang sie auf der Bahn jeweils Bronze bei den Junioren-Europameisterschaften (Omnium) und mit Maja Tracka, Wiktoria Milda, Tamara Szalinska und Anna Długaś bei den Junioren-Weltmeisterschaften in der Mannschaftsverfolgung. 2022 wurde sie nationale Meisterin in der Mannschaftsverfolgung. Bei den U23-Europameisterschaften 2023 wurde sie Zweite in der Einerverfolgung, und sie gewann drei nationale Titel auf der Bahn. Zudem entschied sie in Serbien eine Etappe der Belgrade GP Woman Tour für sich. Im Mai 2024 belegte sie in Costa Rica im Straßenrennen der World University Championships Platz drei und im Einzelzeitfahren Platz vier. Im Juni des Jahres wurde sie in Cottbus U23-Europameisterin im Omnium.
Seit 2022 ist Wankiewicz Mitglied im polnischen UCI Women’s Continental Team MAT Atom Deweloper Wrocław, mit dem sie an Straßenrennen teilnimmt. Bei der Belgrade GP Woman Tour 2023 erreichte sie den zweiten Platz in der Gesamtwertung hinter ihrer Teamkameradin Nikola Bajgerová. 2024 verpasste sie mit einem zweiten Etappenrang bei der Gracia Orlová erneut nur knapp ihren ersten Sieg auf der Straße. Bei den Studenten-Weltmeisterschaften 2024 in Costa Rica wurde sie Dritte im Straßenrennen und Vierte im Einzelzeitfahren.

## Erfolge

### Straße
2021
- Polnische Junioren-Meisterin – Straßenrennen

2023
- Nachwuchswertung Belgrade GP Woman Tour

### Bahn
2021
- Junioren-Europameisterschaft – Omnium
- Junioren-Weltmeisterschaft – Mannschaftsverfolgung (mit Maja Tracka, Wiktoria Milda, Tamara Szalinska und  Anna Długaś)

2022
- Polnische Meisterin – Mannschaftsverfolgung (mit Daria Pikulik, Wiktoria Pikulik und Nikol Płosaj)

2023
- Polnische Meisterin – Einerverfolgung, Ausscheidungsfahren, Mannschaftsverfolgung (mit Daria Pikulik, Tamara Szalinska und Maja Tracka)
- U23-Europameisterschaft – Einerverfolgung

2024
- U23-Europameisterin – Omnium